# Distathma
Distathma is een geslacht van insecten uit de orde vliesvleugeligen (Hymenoptera) en de familie Ichneumonidae.

## Soorten
- D. afghanator (Aubert, 1974)
- D. backstromi (Roman, 1920)
- D. fuegiana (Schrottky, 1902)
- D. magellansis (Cameron, 1887)
- D. minuta (Townes, 1970)
- D. sordidula (Spinola, 1851)
- D. tumida Townes, 1970
- D. xanthorrhaea (Haliday, 1836)